# Соловьёв, Владимир Рудольфович
Влади́мир Рудо́льфович Соловьёв (род. 20 октября 1963, Москва) — российский журналист, радио- и телеведущий, пропагандист. Герой Донецкой Народной Республики (2023). Ведущий программ «Вечер с Владимиром Соловьёвым» и «Москва. Кремль. Путин» на телеканале «Россия-1»; также ведущий программы «Соловьёв Live» в интернете.
В 1989 году получил степень кандидата экономических наук. В 1990 году Соловьёв уехал в США преподавать экономику. Там он активно участвовал в политической жизни, начал заниматься бизнесом. По возвращении в Россию в 1992 году продолжил вести бизнес. В 1997 году Соловьёв стал ведущим на радиостанции «Серебряный дождь». В 1999 году был приглашён на телеканал ОРТ, где вместе с Александром Гордоном стал вести программу «Процесс». Одновременно вёл на канале ТНТ программу «Страсти по Соловьёву». В 2001—2003 годах Соловьёв вёл программы «Завтрак с Соловьёвым», «Соловьиная ночь», «Поединок» и «Смотрите, кто пришёл!» на ТВ-6 и ТВС.
В июне 2003 года Соловьёв был принят в штат НТВ, на котором вёл ток-шоу «Апельсиновый сок», «К барьеру!», «Воскресный вечер с Владимиром Соловьёвым». Начиная с 2004 года Соловьёв опубликовал ряд книг художественного и публицистического характера, а также записал два музыкальных альбома. Стал известным интервьюером, в 2005 году в соответствующей номинации получил премию ТЭФИ. Летом 2010 года Соловьёв покинул радиостанцию «Серебряный дождь» и перешёл на работу на радио «Вести FM» и телеканал «Россия-1», где стал вести ток-шоу «Поединок». С 7 апреля 2022 года на частотах, ранее принадлежавших Euronews, началось вещание телеканала «Соловьёв Live» с одноимённой программой ведущего.
В 2022 году Евросоюз, США, Канада, Великобритания и другие страны ввели против Соловьёва персональные санкции.

## Детство
Родился 20 октября 1963 года в Москве в еврейской семье. Отец — Рудольф Наумович Соловьёв (до 1962 года носил фамилию Виницковский, затем взял фамилию своей матери), преподаватель политической экономии, чемпион Москвы по боксу. Мать — Инна Соломоновна Соловьёва (при рождении Шапиро; род. 1943), работала искусствоведом в музее «Бородинская битва». Родители познакомились, будучи студентами Московского педагогического института; разошлись, когда Владимиру было четыре года, но продолжали поддерживать дружеские отношения. Дед по матери — Соломон Львович Шапиро (1912—?), участник Великой Отечественной войны, начальник лётно-испытательной станции (ЛИС), подполковник, кавалер ордена Красной Звезды (1945); бабушка — Полина Петровна Шапиро, оба работали на машиностроительном заводе имени М. В. Хруничева (дед после войны оставался начальником лётно-испытательной станции завода). Дед по отцу, Наум Семёнович Виницковский (1913—?), участник Великой Отечественной войны, сержант, помощник командира взвода 4-й армейской штрафной роты 413-й стрелковой дивизии (на Западном фронте), кавалер ордена Красной Звезды (1943).
Первый школьный год проучился в школе № 72 Москвы рядом с домом. Со второго класса учился в элитной спецшколе № 27 с изучением ряда предметов на английском языке, где обучались дети и внуки членов ЦК КПСС, дипломатов и др. (сейчас — средняя общеобразовательная школа № 1232 с углублённым изучением английского языка). В 14 лет был принят в ВЛКСМ.
В девятом классе увлёкся карате. До этого занимался футболом и некоторое время тренировался в московской Футбольной школе молодёжи, однако из-за необходимости заниматься одновременно карате вынужден был бросить занятия футболом.

## Юность, образование
В 1980 году поступил и в 1986 году с отличием окончил физико-химический факультет Московского института стали и сплавов. В том же институте на курс младше учились Владислав Сурков и Михаил Фридман, с которыми Соловьёв знаком с 1981 года.
В период с 1986 по 1988 год работал экспертом в Комитете молодёжных организаций СССР. В свободное время занимался писательской деятельностью.
Окончил аспирантуру Института мировой экономики и международных отношений АН СССР. В 1990 году под научным руководством доктора экономических наук, профессора Ю. В. Куренкова защитил диссертацию на соискание учёной степени кандидата экономических наук по теме «Основные тенденции производства новых материалов и факторы эффективности их использования в промышленности США и Японии» (специальность 08.00.16 — «экономика капиталистических стран»).

## Карьера
По собственному утверждению, был кандидатом в члены КПСС.
В период с 1989 по 1990 год работал научным сотрудником в Институте мировой экономики и международных отношений АН СССР, параллельно преподавал физику, математику и астрономию в школе № 27, где в своё время учился сам.
В 1990 году Соловьёва пригласили преподавать экономику в Алабамский университет в Хантсвилле (США).
В США Соловьёв начал заниматься бизнесом — консультировал строительные компании, с 1991 года был вице-президентом компании Wild Boys Land and Cattle Company.
В 1992 году вернулся в Россию, где создаёт собственный бизнес в сфере развития высоких технологий. По его словам, «у меня заводы были свои, в России и на Филиппинах. Выпускали дискотечное оборудование в 1990-е годы, продавали его по всему миру. Было агентство по трудоустройству в Москве». В это время Соловьёв является участником Комитета предпринимателей Америки, а также возглавляет ассоциацию молодых экономистов.
В 1998 году продал бизнес и вложил деньги в акции «Газпрома». В том же году его приглашают к сотрудничеству основатели радиостанции «Серебряный дождь» Наталья Синдеева и Дмитрий Савицкий: им был нужен человек, в совершенстве знавший английский язык, для выступления в радиоэфире в качестве эксперта.
С 10 июля 1998 года по 29 июля 2010 года — ведущий утреннего шоу «Соловьиные трели» на радиостанции «Серебряный дождь». Соведущей Соловьёва в данной программе в течение 10 лет была Екатерина Шевцова, позже её заменила Анна Шафран.
В 1999 году начал карьеру на телевидении, приняв приглашение генерального директора телеканала ТНТ Сергея Скворцова. В разное время работал ведущим программ на телеканалах: ТНТ (1999—2002), ОРТ (1999—2001), ТВ-6 (2001—2002), ТВС (2002—2003), НТВ (2003—2009) и «Россия-1» (с 2010).
Вместе с известным ведущим Александром Гордоном Соловьёв ведёт на канале ОРТ программу «Процесс» (1999—2001), тематика которой полностью посвящена общественно-политической жизни страны. Затем на канале ТНТ выходит его передача «Страсти по Соловьёву» (с октября 2001 года название программы было изменено на «Страсти по…») (1999—2002). В студию ведущего приглашались оппозиционные журналисты и политики (Анна Политковская, Григорий Явлинский), представители шоу-бизнеса (Александр Градский, Филипп Киркоров). В 2001 году после выступления в поддержку команды Евгения Киселёва в прямом эфире экстренного выпуска программы НТВ «Итоги» и изменения сетки вещания на ОРТ он переходит на канал ТВ-6, по приглашению его генерального продюсера Александра Левина. Вёл там две телепередачи: «Завтрак с Соловьёвым» (интервью с российскими политиками о жизни в неформальной обстановке) и «Соловьиная ночь» — программу о русском шансоне и блатной песне, в которой принимали участие такие видные шансонье России, как Александр Новиков, Михаил Круг, Вилли Токарев, Михаил Шуфутинский и др. Именно на программе «Соловьиная ночь» в 0:09 мск 22 января 2002 года по решению Министерства печати РФ и оборвалось вещание телеканала ТВ-6.
В 2002 году на возникшем вместо ТВ-6 канале ТВС ведущим были представлены две политические передачи: «Смотрите, кто пришёл!» (актуальное интервью с российскими политиками, в том числе и оппозиционными) и «Поединок» — теледебаты между двумя гостями студии. Во время передачи зрители голосовали за одну из сторон, и в конце по количеству проголосовавших выбирается победитель. Последний эфир программы «Поединок» состоялся 21 июня 2003 года за несколько часов до отключения телеканала ТВС от общефедерального эфира.
После закрытия канала ТВС в июне 2003 года Соловьёв уходит на телеканал НТВ, где выпускает авторскую программу «К барьеру!», которая просуществовала до 2009 года. По данным информационного агентства Stringer, это было связано с тем, что Соловьёв обвинил кандидата в председатели ФАС МО, сокурсницу Дмитрия Медведева по ЛГУ Валерию Адамову (её супруг Олег Адамов на тот момент являлся первым заместителем генерального директора НТВ) в получении финансовых доходов с помощью правительства Москвы. По утверждению самого Соловьёва, после увольнения с НТВ он некоторое время находился под негласным запретом на работу в эфире федеральных телеканалов.
В 2005 году, участвуя во всероссийском открытом интернет-конкурсе «Золотой сайт», официальный сайт Соловьёва получает премию как лучший сайт в VIP-категории. Осенью этого же года как лучший интервьюер удостаивается премии «ТЭФИ». В этом же году Владимир Соловьёв участвовал в работе учредительного съезда движения «Наши», созданного Администрацией Президента РФ, а также занимался обучением членов этого движения.
Состоял членом президиума Российского еврейского конгресса. Играл в футбол за команду конгресса.
С августа 2010 года работает на телерадиоканалах холдинга ВГТРК. На телеканале «Россия-1» вновь стал вести программы «Поединок» (2010—2014, 2015—2017) и «Воскресный вечер» (с 2012 года, с 2014 года в другие дни недели выходит как «Вечер с Владимиром Соловьёвым»). На радио «Вести-FM» ведёт передачу «Полный контакт» (до 2 июня 2020 года — совместно с Анной Шафран). Помимо этого, с 29 января по 16 сентября 2011 года был постоянным гостем программы Анатолия Кузичева «Главрадио» на этой же радиостанции.
В 2012 году указом президента Владимира Путина включён в состав Совета по общественному телевидению.

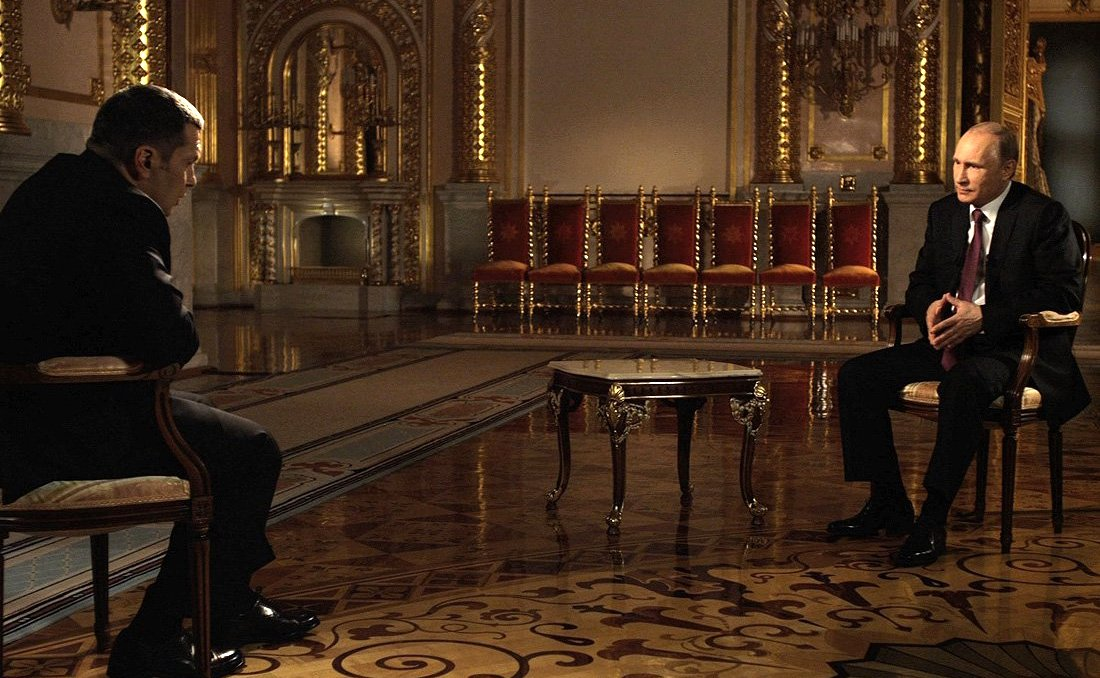
Интервью с президентом РФ В. В. Путиным. Документальный фильм «Президент», 2015 год

В 2015 году взял большое интервью у Путина, которое использовалось в документальном фильме «Президент». После начала российской военной операции в Сирии осенью 2015 года был единственным журналистом, которому Владимир Путин дал интервью.
Со 2 сентября 2018 года — ведущий программы «Москва. Кремль. Путин» на канале «Россия-1», в которой на протяжении 1 часа рассказывает о сделанных президентом делах за минувшую неделю. Интонация программы, подбор гостей (в премьерном выпуске ими оказались только связанные с властью персоналии: пресс-секретарь президента Дмитрий Песков и депутат Госдумы от «Единой России» Андрей Макаров), соведущего (журналист ВГТРК Павел Зарубин) и тем натолкнули ряд СМИ к выводам как о попытках поднять упавший из-за пенсионной реформы рейтинг действующего главы государства, так и возникновении отличного от советского времён культа личности (аналогичные программы существуют в Казахстане и Туркменистане и были в Венесуэле при жизни Уго Чавеса). Премьерный выпуск посмотрели 612 тыс. москвичей — 4,3 % столичных телезрителей (14,9 % от тех, у кого в момент программы был включён телевизор), в то время как транслировавшийся в это время неделю назад «Воскресный вечер с Владимиром Соловьёвым» имел рейтинг 3,3 % и долю 14,8 %. Подобные результаты позволяли программе попасть в тройку самых популярных программ российского телевидения, уступив лишь ток-шоу «Пусть говорят» и программе «Время» на «Первом канале».
С марта 2019 по февраль 2020 года был рекордсменом Книги рекордов Гиннесса за самое долгое пребывание в телеэфире в качестве ведущего в течение одной недели (25 часов 53 минуты и 57 секунд).
11 марта 2020 года был запущен YouTube-канал «Соловьёв Live». На нём проходила ретрансляция радиопередачи «Полный контакт», прямые эфиры в формате стримов, а также рубрики других политических обозревателей. 8 марта 2022 года аккаунт и канал Соловьёва на YouTube был удалён из-за нарушения правил, а с ним удалили канал «Вечер с Владимиром Соловьёвым». 7 апреля 2022 года на частотах, ранее принадлежавших Euronews, началось вещание телеканала «Соловьёв Live».
По итогам опроса ВЦИОМ, Владимир Соловьёв был назван самым популярным журналистом 2021 года среди россиян.
25 апреля 2022 года на фоне российского вторжения на Украину ФСБ отчиталась о задержании членов неонацистской террористической организации NS/WP Crew, планировавших убийство Владимира Соловьёва якобы по заданию СБУ. Во время обысков у задержанных изъяли восемь коктейлей Молотова, шесть пистолетов Макарова, обрез, гранату, более тысячи патронов, наркотики, поддельные украинские паспорта, а также националистическую литературу и атрибутику. О предотвращении покушения ранее сообщил президент Владимир Путин во время своего выступления перед коллегией Генпрокуратуры, но о ком именно идёт речь не уточнил.
В ходе оккупации Мелитополя российскими войсками новыми властями распространялись листовки с призывом избежать «пропаганды и дезинформации из Киева», настроив у себя российское государственное телевидение и подписавшись на телеграм-канал Владимира Соловьёва.
Воинское звание — майор запаса.

## Личная жизнь
Отец восьмерых детей (от трёх жён).
Первая жена — Ольга, от этого брака двое детей: дочь Полина (род. в 1986 году, окончила Гуманитарный институт телевидения и радиовещания имени М. А. Литовчина, в настоящее время — ведущая информационных программ телеканала «Москва 24») и сын Александр (род. в 1988 году, режиссёр рекламных роликов и музыкальных клипов; окончил Лондонский Университет Искусств).
Вторая жена — Юлия, дочь — Екатерина Соловьёва (род. 10 февраля 1991 года в США), в 2012 году окончила Театральное училище имени Щукина.
Третья жена — С 2001 года женат на Эльге Сэпп (эст. Helga Sepp, род. 1 июня 1972), дочери сатирика Виктора Коклюшкина. Дети: Даниил Соловьёв (род. 12 октября 2001), София-Бетина Соловьёва (род. в 2003 году), Эмма-Эстер Сэпп (род. в декабре 2006 года), Владимир Соловьёв (род. 14 февраля 2010 года), Иван Соловьёв (род. 6 октября 2012 года).
По версии Фонда борьбы с коррупцией, является также отцом дочерей-двойняшек баскетболистки Светланы Абросимовой.
По собственным заверениям, исповедует иудаизм.
С 2009 года обладает видом на жительство и статусом налогового резидента в Италии для себя и своих детей от брака с Эльгой Сэпп.

### Увлечения и хобби
Сообщается, что он имеет чёрный пояс по карате, однако неизвестно, какая федерация и при каких обстоятельствах ему его вручила. Известно, что он лишь единожды появлялся в публичном поле в кимоно — в зале непризнанной Минспортом Федерации косики карате России — и не смог продемонстрировать технику боевого искусства, а в качестве своих тренеров заявлял лиц, известных деятельностью по продвижению лжеединоборств.

## Общественная деятельность и позиция
В 1990-х годах был избирателем партии «Яблоко» и Григория Явлинского.
В апреле 2001 года поддерживал журналистский коллектив телеканала НТВ, протестовавший против назначения нового руководства в лице гендиректора Бориса Йордана, главного редактора Владимира Кулистикова и председателя совета директоров Альфреда Коха.
В октябре 2002 года Соловьёв по рекомендации Эллы Памфиловой вошёл в Комиссию по правам человека при президенте РФ, преобразованную в ноябре 2004 года в Совет при президенте по содействию развитию институтов гражданского общества и правам человека. Продолжил работу в новом совете и оставался в нём вплоть до обновления его состава в феврале 2009 года.
7 сентября 2004 года принял участие в митинге «Россия против террора» на Васильевском Спуске, организованном при участии Московской федерации профсоюзов после теракта в Беслане.
16 марта 2006 года в программе «Соловьиные трели», на радиостанции «Серебряный дождь» вместе с ведущей Екатериной Шевцовой объявил о начале всероссийской акции «Долой „мигалки“!». Приоритетной задачей акции протеста являлась поддержка Олега Щербинского, который в феврале 2006 года был признан виновным в аварии и гибели троих человек, в том числе губернатора Алтайского края Михаила Евдокимова. Стратегической целью акции являлась отмена «мигалок» на автомашинах, перевозящих чиновников. Для поддержки акции, в период с 20 по 30 марта автомобилистам достаточно было повесить на машину белую ленточку. Олег Щербинский был оправдан 23 марта 2006 года, после нескольких общероссийских акций протеста, массового возмущения журналистов, реакции Общественной палаты и Государственной думы.
21 ноября 2007 года на предвыборном форуме-митинге в Лужниках Соловьёв высказался в поддержку Владимира Путина и охарактеризовал его как «сильного, умного, талантливого лидера», который любит Родину и делает всё, чтобы россияне гордились своей страной. В том же году в своей колонке в интернет-газете «Взгляд» неодобрительно отозвался о российских внесистемных оппозиционных политиках (Эдуард Лимонов, Гарри Каспаров, Михаил Касьянов). С того же 2007 года является членом общественного совета при МВД РФ.
В конце февраля 2014 года вместе с рядом российских журналистов, общественных и политических деятелей подписал обращение фонда «Все мы — „Беркут“», созданного для поддержки сотрудников украинского спецподразделения «Беркут», противостоявшего активистам на Евромайдане. При этом сама позиция Соловьёва по Крыму в разные годы менялась:
Человек, который попытается начать войну России и Украины, является преступником, притом я не могу себе представить, какого размера. В Украине живут братские нам по духу, по крови, по общей истории люди, война с которыми является самым страшным преступлением, которое можно только придумать. Не надо кричать «Севастополь наш!» Не надо кричать «Крым наш!»Владимир Соловьёв, 2008
Восточные земли живут уже так, что непонятно, являются ли они Украиной, или нет; и что с Крымом вы общаетесь так, что уже не понятно, что это: независимое государство, или вы их просто ненавидите, или, дай Бог, там надо срочно ввести войска. <…> Деньги России вошли в Украину. Немного подышите, пока мы не занялись вашим Крымом и восточной Украиной.Владимир Соловьёв в разговоре с Анатолием Гриценко, 3 апреля 2008
А зачем вам Крым?.. Хрущёв же отдал абсолютно легитимно. Если мы вдруг говорим — значит, война. Вы хотите воевать с Украиной? Сколько украинских и русских жизней вы готовы положить на то, чтобы захватить Крым, который давно уже стал татарской территорией?.. Крымчане против.Владимир Соловьёв, 2013
Этот день мы приближали как могли. Крым и Севастополь снова в составе России. Историческая справедливость восторжествовала!Владимир Соловьёв, 18 марта 2014
В отношении войны на востоке Украины занял вполне определённую позицию, заявив в июле 2014 года: «Это прямой отсыл к Великой Отечественной войне, к временам „героев Украины“ — Бандеры и Шухевича. В Новороссии антифашисты воюют с фашистами».
В июне 2017 года журналист назвал участников антикоррупционной акции в Москве на Тверской, которую власти назвали несогласованной, «вечными двумя процентами дерьма», «детьми коррупционеров» и «мажористыми придурками», а также заявил, что «если бы не полиция, народ бы этих просто растерзал». Это заявление было подвергнуто критике со стороны участников протестных акций. Критический обзор этой ситуации дал Александр Невзоров. Соловьёв продолжил использовать резкие оценочные суждения и реплики в адрес некоторых слушателей и оппозиционно настроенных российских журналистов и в следующих передачах.
В мае 2022 года приехал в занятый ВС РФ город Мариуполь, о чём стало известно после публикации совместной фотографии Соловьёва с главой ДНР Денисом Пушилиным на проходной Завода Ильича.

В августе 2022 года в эфире телеканала «Россия-1» назвал себя террористом и заявил, что поддержал бы использование угрозы уничтожения украинских городов:
Я вообще террорист, я б вообще сказал: значит так… Три дня — всем выйти мирным из Харькова, из Николаева, из Одессы. Если это не будет сделано — сносим квартал за кварталом.
В ноябре 2022 года создал личный фонд «СВРхФонд», занятый набором добровольцев, их обучением и боевым слаживанием личного состава. В этом же месяце наряду с Арамом Габреляновым и Владимиром Табаком стал руководителем получившей президентский грант в 36 млн рублей мастерской новых медиа для специалистов в сфере медиакоммуникаций и связей с общественностью ДНР и ЛНР.
В июле 2023 года наряду с коллегой по ВГТРК Андреем Медведевым отметился публикацией личных данных противников вторжения России на Украину.
В 2024 году Соловьёв негативно отозвался о редакторах русской Википедии:
Люди что-то пишут, цитируя кого-то, кто им близок. Это объективная информация? Это работа с информацией? А дальше начинаешь смотреть и думаешь: "А так же обо всём". Почему я считаю "Википедию" помойкой, которую пишут подонки? Вы скоты, ничего не знающие и не понимающие. Что самое страшное – вы безымянные скоты, которые взяли на себя полномочия писать ложь. Давайте я на вас в суд подам, только неизвестно на кого, вы же безымянные. Для таких людей и Навальный герой, и ФБК (запрещён в России) источник достоверной информации».Владимир Соловьёв, апрель 2024

## Санкции
18 февраля 2021 года министр иностранных дел Латвии Эдгар Ринкевич объявил, что включил Владимира Соловьёва в список лиц, пребывание которых на территории страны нежелательно.
В феврале 2022 года (после признания Россией суверенитета самопровозглашённых ДНР и ЛНР) был внесён в санкционные списки Евросоюза как лицо, «подрывающие территориальную целостность, суверенитет и независимость Украины», отмечая что будучи пропагандистом, «Соловьёв известен своим крайне враждебным отношением к Украине и восхвалением российского правительства». 5 марта La Repubblica сообщила об аресте двух вилл Владимира Соловьёва на озере Комо.
6 марта 2022 года включён в санкционный список Канады «соратников режима» за «соучастие в неоправданном вторжении России в Украину».
В марте 2022 года Великобритания, Япония, Швейцария ввели персональные санкции против Соловьёва за поддержку вторжения России на Украину.
По аналогичным основаниям, в апреле 2022 года, был внесён в санкционные списки Новой Зеландии, в мае в санкционные списки Австралии, в октябре внесён в санкционный список Украины. Ранее Соловьёв, как российский пропагандист, был включён ФБК в сокращённый вариант Топ-200 «разжигателей войны» с предложением введения против него санкций.
14 марта 2022 года в Государственном бюро расследований Украины заявили, что Лычаковский районный суд Львова заочно арестовал Соловьёва по обвинению «в публичных призывах к изменению государственной границы Украины», а также что планируется объявить его в международный розыск.

## Награды и премии

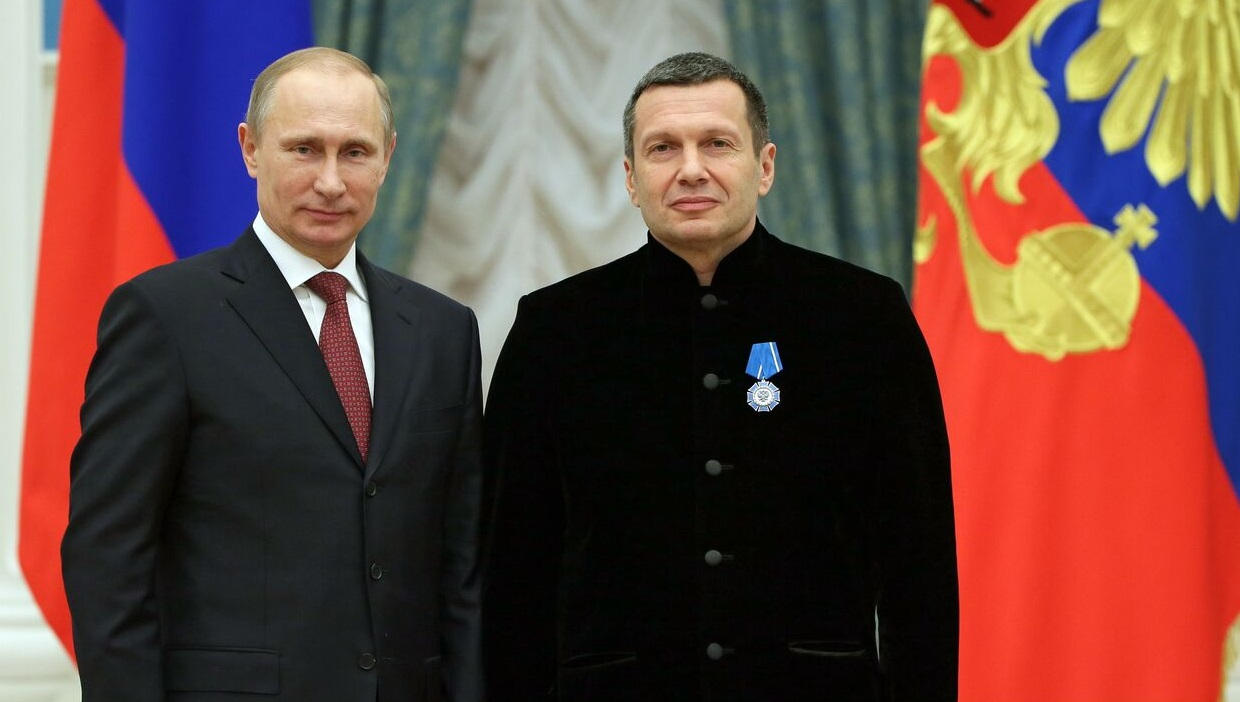
Награждение орденом Почёта, 25 декабря 2013 года

Государственные награды Российской Федерации
- Орден Дружбы (27 июня 2007) — за большой вклад в развитие отечественного телевидения и многолетнюю плодотворную работу[144].
- Орден Почёта (13 сентября 2013) — за большой вклад в развитие отечественной культуры и искусства, телевидения, многолетнюю творческую деятельность[145].
- Орден Александра Невского (22 апреля 2014) — за высокий профессионализм и объективность в освещении событий в Республике Крым[146][147].
- Орден «За заслуги перед Отечеством» IV степени (15 июля 2022) — за большие заслуги в формировании позитивного образа России и активное участие в общественно значимых мероприятиях[148].

Награды президента Российской Федерации
- Благодарность Президента Российской Федерации (30 апреля 2008) — за большой вклад в развитие институтов гражданского общества и обеспечение защиты прав и свобод человека и гражданина[149].

Ведомственные награды
- Медаль Николая Озерова (8 мая 2019) — за большой личный вклад в пропаганду физической культуры и спорта[150].

Региональные награды
- Герой Донецкой Народной Республики (23 октября 2023)[151]

Иностранные награды
- Орден Почёта (Армения, 6 декабря 2013) — за большой личный вклад в развитие и укрепление дружбы между народами Армении и России[152][153].

Общественные
- Премия «ТЭФИ—2005» в номинации «Интервьюер» категории «Лица»[154].
- Премия «ТЭФИ—2017» в номинации «Интервьюер» категории «Вечерний прайм»[155].
- Медаль «За освобождение Крыма и Севастополя» (17 марта 2014) — «за личный вклад в возвращение Крыма в Россию»[156].

Другие
- Почётный знак «За заслуги в развитии печати и информации» (16 апреля 2015, Межпарламентская ассамблея СНГ) — за значительный вклад в формирование и развитие общего информационного пространства государств — участников Содружества Независимых Государств, реализацию идей сотрудничества в сфере печати и информации[157].
- Золотая медаль имени Юрия Левитана «За выдающийся вклад в теле-радиожурналистику» (2018, кинофорум «Золотой Витязь»)[158].
- Серебряная кнопка YouTube (2020).

## Конфликты
19 октября 2006 года в качестве ведущего участвовал в теледебатах между кандидатами на должность главы городского округа Самара Виктором Тарховым и Георгием Лиманским. Во время и после эфира Соловьёв оскорбил Тархова. После этого кандидат подал иск к журналисту на 10 млн рублей. Через полтора года суд первой инстанции частично удовлетворил иск, постановив взыскать с ответчика 70 тысяч рублей.
В апреле 2008 года сотрудник администрации президента Валерий Боев подал к Соловьёву иск о защите чести и достоинства. В передаче «Соловьиные трели» Соловьёв допустил высказывания, компрометирующие Боева: «Нет независимых судов в России, есть суды, зависимые от Боева». Однако в мае того же года Боев отозвал иск.
В феврале 2014 года НИУ «Высшая школа экономики» посчитал оскорбительным упоминание вуза в ходе дискуссии Соловьёва со студентами учебного заведения. 19 февраля в эфире передачи «Полный контакт» он объявил, что «под эгидой» факультета прикладной политологии в вузе действуют «организованные террористические группировки», которые готовят «майдановское подполье». В заявлении указано, что в вузе отрицательно отнеслись как к высказываниям Соловьёва, так и к репликам учащихся, а попытки связать учебное заведение с политической позицией участников скандала там расценивают как провокацию.
В июне 2014 года бизнесмен Сергей Полонский обратился в Савёловский суд Москвы с иском о защите чести и компенсации морального вреда в размере 200 миллионов рублей к радиостанции «Вести FM» и журналисту Соловьёву из-за его эфира в ноябре 2013 года. Судебный иск Полонский проиграл.
В июне 2016 года вмешался в предвыборную кампанию, жёстко раскритиковав занявшую «проходное место» на праймериз «Единой России» по Свердловской области КВН-актрису Юлию Михалкову-Матюхину, которая строила свою кампанию под лозунгом «Могу следить за собой, смогу и за страной». После этого Михалкова-Матюхина сняла свою кандидатуру.
15 августа 2017 года, оценивая борьбу депутата Государственной думы Натальи Поклонской со скандальным фильмом «Матильда», Соловьёв назвал Поклонскую «безграмотной». Журналист критиковал её высказывание о мироточении образа Николая II в Крыму. Эти высказывания Соловьёва её сторонники подвергли критике.
В сентябре 2017 года во время эфира программы «Первого канала» «Вечерний Ургант» её ведущий в ответ на реплику бывшей телеведущей канала «MTV Россия» Ирены Понарошку о принесённой ей в студию маске для лица из соловьиного помёта меланхолично заявил: «Во-первых, это хорошее название для шоу на канале „Россия“…». Эпизод шоу не остался без внимания со стороны Соловьёва: через несколько дней после этого телеэфира в своей программе, выходившей в прямом эфире для Дальнего Востока, он выступил со следующей речью: «Я знаю отличный способ, как сделать так, чтоб не попасть в „Миротворец“. Достаточно у себя на канале гаденько пошутить про меня». При трансляции выпуска передачи Соловьёва на Москву данный комментарий был вырезан по желанию самого ведущего. Позже в интервью «Комсомольской правде» Соловьёв расценил пассаж Урганта как «объявление войны». Коллега Соловьёва с государственного канала Аркадий Мамонтов осудил поведение Ивана Урганта, тем самым встав в этом конфликте на сторону Соловьёва. Спустя три месяца Иван Ургант прокомментировал данную реакцию: «Я ничего не готов возражать Владимиру Соловьёву, потому что не могу вступать в полемику со своим кумиром. В свободное от просмотра его передач время я конспектирую все его слова».
В ноябре 2018 года, в свете приезда телеведущего на творческий вечер в ДК имени Ленсовета в Санкт-Петербурге прошёл пикет против Владимира Соловьёва. Полиция задержала семь человек, шесть из них вскоре были освобождены. На одного из участников пикета Павла Иванкина составили протокол по административной статье о неповиновении законному требованию сотрудника полиции. Участники пикета, в частности, сравнили Соловьёва с Юлиусом Штрейхером — одним из главных пропагандистов нацистской Германии, главным редактором газеты «Штурмовик».
В мае 2019 года, во время протестов в Екатеринбурге против строительства храма Св. Екатерины в сквере у Театра драмы, Владимир Соловьёв назвал в радиопередаче «Полный контакт» людей, протестующих против собора, «бесами» и «чертями». В ответ на Соловьёва стали подавать в суд, его даже вызвали на дуэль.
28 сентября 2019 года Борис Гребенщиков выложил на своем YouTube-канале песню «Вечерний М», в которой он описал образ типичного телевизионного пропагандиста. Живо на эту песню отреагировал только Владимир Соловьёв. Он заявил, что Гребенщиков «деградировал до куплетиста», а также что «в России есть программа, в названии которой есть слово „вечерний“», намекая на программу «Вечерний Ургант», хотя она и не является политическим ток-шоу, которое описано в песне, и тем самым вызвал большой резонанс. Гребенщиков прокомментировал заявление следующим образом: «Между „Вечерним У“ и „Вечерним М“ непреодолимое расстояние — как между достоинством и позором». Сам Иван Ургант также не остался в стороне и в своём шоу разобрал песню, всячески намекая на то, что она посвящена Соловьёву. После этого Соловьёв выдвинул версию о том, что песня посвящена президенту Украины Владимиру Зеленскому, о чём якобы «очень активно говорят американские СМИ». Впоследствии Владимир Познер высказал мнение, что Соловьёв «заслужил то, что он имеет».
В апреле 2020 года спортивный журналист Василий Уткин выступил в телеэфире с критикой действий российских властей в связи с пандемией COVID-19. В ответ на это Соловьёв назвал Уткина психически больным человеком. Далее последовал обмен оскорблениями между ними, в ходе которого Соловьёв пригрозил Уткину физической расправой.
В августе 2022 года Соловьёв начал активно критиковать Аллу Пугачёву, временно покинувшую Россию, и обвинять её в отсутствии патриотизма. В сентябре Соловьёв обвинил певицу в том, что она зарабатывала на поддержке «разнообразных политических кандидатов» в ходе выборных кампаний и не платила налоги с этих доходов. Пугачёва, вернувшись в Россию, заявила, что собирается «набить морду одному человеку», но не уточнила, о ком идёт речь. После этого она в соцсетях предупредила Соловьёва, что он может «лопнуть от злости и хамства». 7 сентября Соловьёв появился в эфире с ссадинами на лице, а комментировать причину получения травм в грубой форме отказался.

### Конфликт с Екатеринбургом
После того, как Соловьёв 27 апреля 2022 года назвал Екатеринбург «центром мерзотной либероты, которая породила многих подонков, теперь скрывающихся за границей», свердловский губернатор Евгений Куйвашев обратился к нему на Вы и попросил его «следить за языком», а в ответ Соловьёв перешёл на «ты» и назвал его «приблатнённым во власти». В ответ на это шансонье Александр Новиков заявил Соловьёву: «Касаемо замечания губернатора Евгения Куйвашева: он совершенно корректно, насколько позволяет ему его должность, посоветовал тебе, Владимир [Соловьёв], следить за языком <…> А ты перешёл на оскорбления». И призвал Соловьёва извиниться. Многие тезисы пикировки стали мемами, екатеринбургский предприниматель Яков Гринемаер подал в Роспатент заявку на регистрацию товарного знака «Хрюканина».
В мае объявил о начале информационной борьбы с депутатами гордумы Екатеринбурга, которые направили обращение в прокуратуру с просьбой разобраться с жалобами на него со стороны ветеранских организаций. Ранее в Telegram-канале «УралLIVE», который ведут поклонники Соловьёва, появилось сообщение с просьбой присылать информацию «об антироссийской деятельности на Урале».

### Конфликт с Андреем Морозовым
18 февраля солдат 4-й отдельной мотострелковой бригады и блогер Андрей «Мурз» Морозов опубликовал в своём Телеграм-канале «Нам пишут из Янины» пост о гибели 16 тысяч российских солдат в боях за Авдеевку и о том, что главнокомандующему ВСУ Александру Сырскому удалось вывести своих солдат из окружения. После этого Морозов подвергся критике в программе «Соловьёв Live»: Юлия Витязева назвала пост «вредительством» и предположила, что он подпадает под статью о фейках про российскую армию, публицист Армен Гаспарян отметил, что в советские времена за такое «прислоняли к стенке». 21 февраля 2024 года стало известно о самоубийстве военнослужащего, который в предсмертной записке сообщил об удалении поста под давлением армейского руководства и возложил ответственность за свою смерть на армейское руководство и политических проституток во главе с Владимиром Соловьёвым.

## Критика
В 2011 году религиозная община горских евреев Азербайджана послала ноту протеста руководству радиостанции «Вести FM», а также в Российский еврейский конгресс, в связи с высказываниями Соловьёва об Азербайджанской Республике в эфире «Вести FM».
За 2014—2016 годы, согласно сайту госзакупок, компания «СВ-Консалтинг», в которой Владимир Соловьёв значится одним из владельцев, получила от Сбербанка 316,5 млн рублей на безальтернативной основе как единственный поставщик (банк ссылается на пункт 2.2.5.17 «Положения о закупках ОАО „Сбербанк России“», по которому такой конкурс может проводиться в случае, «когда личность контрагента имеет основополагающее значение в силу имеющегося у него эксклюзивного опыта»). Вместо документов о закупочной документации во всех трёх контрактах — пустые файлы.
Владимир Познер считает, что Соловьёв приносит большой вред журналистике, а потому очень плохо к нему относится «и при встрече не подаст руки».
В конце мая 2018 года Общественная коллегия по жалобам на прессу вынесла вердикт по радиоэфиру программы «Полный контакт» от 21 марта 2018 года под названием «У псевдоэкологов „уши торчат“», заключив следующее: «оспоренное заявителями интервью В. Р. Соловьёва не является журналистским, соглашаясь с экспертом также и в том, что данный медийный продукт имеет признаки работы политтехнолога, использующего в своих целях журналистский формат подачи нужной информации».
В мае 2020 года на платформе change.org стартовал сбор подписей за запрет въезда Соловьёва на территорию Италии и ЕС. Петиция была обращена к министру внутренних дел Италии Лучане Ламорджезе, и получила поддержку более 200 000 человек. Сам Соловьёв отказался комментировать появление данной инициативы.
В феврале 2021 года с резкой критикой деятельности Соловьёва выступила президент Фонда «Холокост» Алла Гербер.

### Обвинения в пропаганде или дезинформации
Российские государственные СМИ называют Соловьёва «телеведущим». В украинских медиа за Соловьёвым прочно закрепился термин «пропагандист». Негосударственные российские СМИ называют Соловьёва «телеведущим», но при этом часто приводят мнения различных деятелей, называющих Соловьёва «пропагандистом»: Владимира Познера, Дмитрия Гордона, Михаила Касьянова, Владимира Кара-Мурзы, Романа Захарова, Александра Плющева и других. Среди самих российских СМИ как «пропагандиста» его характеризуют Moscow Times, Znak, Собеседник и Meduza. Во время предвыборных дебатов в прямом эфире «пропагандистом» его назвала кандидат в президенты Ксения Собчак. Мировые СМИ характеризуют Соловьёва как «телеведущего», однако при этом сами политические ток-шоу на российском телевидении называют «пропагандистскими». Согласно оценке Госдепа США, является «самым энергичным кремлёвским пропагандистом».
После скандалов с обнаружением вилл и вида на жительство в Италии, оскорблением противников строительства храма в Екатеринбурге и песней «Вечерний М», ряд мировых СМИ выпустили более критичные материалы. В сюжете, посвящённом выборам президента РФ, корреспондент Independent Оливер Кэрролл проехал из Петербурга в Москву, опрашивая местных жителей, и назвал Соловьёва «звездой российской пропаганды». Во время освещения ситуации со строительством храма в Екатеринбурге британская BBC выпустила материал, где Соловьёв назван «пропагандистом».
30 октября 2019 года на британском Channel 4 вышел фильм «Мир глазами Путина». Он представляет собой 50-минутную нарезку из эпизодов российских политических ток-шоу и выступлений Владимира Путина. Фрагменты эфира не дублировали на английском языке, предпочтя субтитры. В фильме были показаны некоторые резонансные высказывания Владимира Соловьёва, в частности, что «Британия деградировала до уровня общественного туалета». По мнению обозревателя The Guardian Стюарта Джеффриса, фильм «показал пропагандистскую машину во всей красе, основная цель которой — отвлечь зрителя от творящегося внутри страны хаоса».
«Новая газета» описала основные методы работы Соловьёва как «использование языка ненависти, истерика, крик, переход на личности, прямые оскорбления и унижения». Выделяемые Госдепом США некоторые дезинформационные тезисы с января по март 2022 года, распространяющиеся Соловьёвым в его телешоу «Вечер с Владимиром Соловьёвым», радиопередаче «Полный контакт» и в социальных сетях, включают:
- 25 января 2022: Украина — нацистское государство;
- 26 января 2022: США подталкивают Украину к войне с Россией, чтобы разрушить европейскую экономику и поставить её в зависимость от американского сжиженного природного газа;
- 29 января 2022: Президент Украины Владимир Зеленский психически болен, а Киев готовит массированный теракт на Донбассе;
- 30 января 2022: Великобритания, Польша и Украина планируют напасть на Россию;
- 31 января 2022: Англосаксы мечтают о войне между Россией и Украиной;
- 2 февраля 2022: США планируют ввести санкции против российских детей и стремятся внести хаос в Европу;
- 6 марта 2022: Украинцы инсценируют фальшивые российские атаки;
- 12 марта 2022: Пентагон разрабатывает биологическое оружие на Украине;
- 16 марта 2022: Украинцы убивают своих мирных жителей, чтобы подставить Россию, в то время как Россия нацеливается только на военные цели.

Соловьёв также распространял нарративы, что за массовую гибель гражданских в Буче отвечают британцы, потому что название города созвучно английскому слову «butcher» («мясник») и что отравления Сергея Скрипаля и Алексея Навального были устроены Западом в качестве провокаций, чтобы затем обвинить в этом Россию. Он, среди прочего, сравнил канцлера Германии Олафа Шольца с Адольфом Гитлером.
По состоянию на 21 марта 2022 года проект EUvsDisinfo задокументировал 195 случаев дезинформации, исходящей от программ Соловьёва, начиная с 2015 года. Анализ карьеры Соловьёва, проведённый «Новой газетой», вызывает сомнения в его нынешней глубокой преданности ценностям и интересам Кремля. Газета отмечает, что в начале своей карьеры Соловьёв был уважаемым независимым журналистом, но, по всей видимости, в некоторых вопросах он шёл по «ложному следу», чтобы сохранить благосклонность российских властей. Например, в 2013 году он отверг идею аннексии Крыма, предупредив, что это может привести к неоправданной войне, и назвал полуостров законно принадлежащим Украине. Однако всего год спустя, после аннексии Крыма Россией, он заявил: «„Этот день мы приближали как могли“ — Крым и Севастополь снова в составе России. Историческая справедливость восторжествовала». За его напряжённую провластную работу Кремль наградил Соловьёва государственной медалью, отметив его «объективность при освещении событий в Крыму» в 2014 году.

## Собственность

### В Европейском союзе
У Соловьёва есть вилла на итальянском озере Комо. Комментируя эту информацию в программе Бориса Корчевникова «Судьба человека» на телеканале «Россия-1», Соловьёв пояснил, что занимается бизнесом ещё с советских лет, исправно платит налоги, на госслужбе никогда не состоял, а виллу в Италии приобрёл для своего многочисленного семейства в начале 2000-х годов из соображений экономии: тогда она, по его словам, была дешевле, чем аналогичный особняк на Рублёвке.
Впоследствии ФБК обнаружил в собственности у Соловьёва ещё одну виллу на озере Комо и автомобиль «Майбах». В феврале 2022 года Роскомнадзор по причине признания ФБК экстремистской организацией потребовал от ряда СМИ удалить публикации о ряде расследований ФБК, включая содержащие информацию про итальянское имущество Соловьёва.
Кроме этого у него ещё есть дом в горах и ещё один дом на берегу, обнаруженные после вторжения России на Украину. ФБК также обнаружил у Соловьёва удостоверение резидента Италии, выданное ему после покупки виллы на озере Комо.
5 марта 2022 года две виллы были арестованы государством.

### В Российской Федерации
Журналист имеет три квартиры в Москве на Долгоруковской улице, 6:
- четырёхкомнатная квартира 160 кв. метров[247];
- двухуровневая квартира 146 м², купленная у продюсера Александра Толмацкого[247];
- квартира 140 м², купленная у сына Толмацкого — рэпера Децла[247];

И дом в Подмосковье (участок в 60 соток с четырёхэтажным особняком площадью более 1000 м² в посёлке «Стольное»). Ещё у него есть дача площадью 1046 кв. м.
Общую стоимость недвижимости Соловьёва в Москве, Подмосковье и Пьянелло-дель-Ларио ФБК оценивает в 1 млрд рублей. Соловьёв назвал себя «богатым, состоятельным» человеком, однако не согласился с оценкой ФБК стоимости своей недвижимости, посчитав её завышенной.

## Работа на телевидении
- «Серебряная калоша» (РТР, 1997)

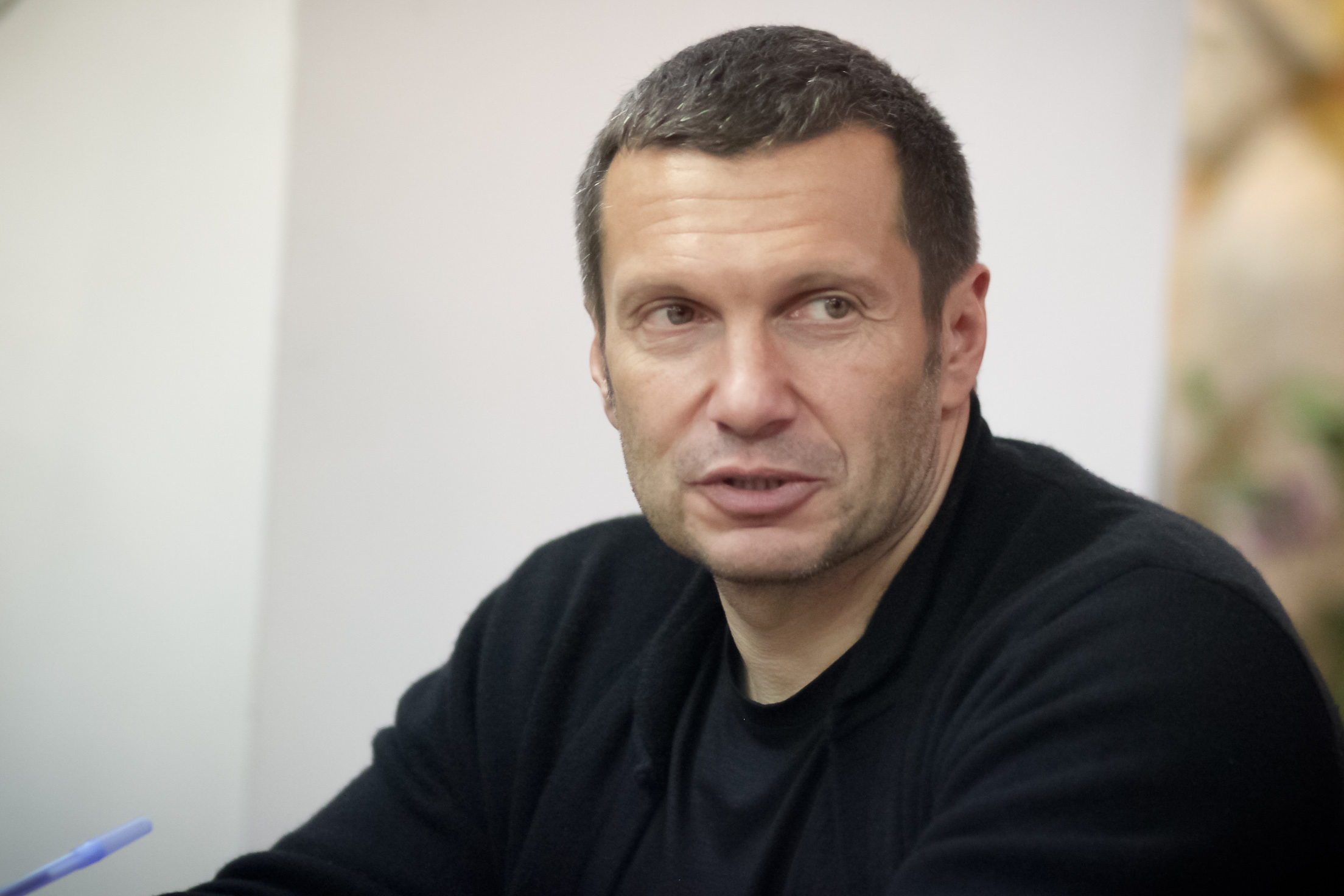
Владимир Соловьёв. 2011 год

- Актуальное интервью «Страсти по Соловьёву»/«Страсти по…» (ТНТ, 1999—2002)[255][256]
- Ток-шоу «Процесс» (совместно с Александром Гордоном, ОРТ, 1999—2001)[31][257]
- Утренний канал «На свежую голову»/«Сегоднячко на свежую голову» (совместно с Еленой Ильиной, ТНТ, 2000—2002)[256]
- Документальное наблюдение «Завтрак с Соловьёвым» (ТВ-6, 2001—2002; ТВС, 2002)[258]
- Музыкальная программа «Соловьиная ночь» (ТВ-6, 2001—2002)[48]
- Новогоднее шоу «Венеция в Москве» (совместно с Юлией Бордовских, ТВ-6, 2001)[259]
- Актуальное интервью «Смотрите, кто пришёл!» (ТВС, 2002—2003)[260]
- Ток-шоу «Поединок» (ТВС, 2002—2003[260]; Россия-1, 2010—2017)[261]
- Ток-шоу «К барьеру!» (НТВ, 2003—2009)[262]
- Ток-шоу «Апельсиновый сок» (НТВ, 2003—2004)[263]
- Концерт «Запрещённые песни» (совместно с Еленой Хангой, НТВ, 2004)[264]
- Ежегодная программа «Золотой соловей» (НТВ, 2004—2005)[265]
- Церемония вручения премии «Золотое сердце» (НТВ, 2005)[266]
- Аналитическое ток-шоу «Воскресный вечер с Владимиром Соловьёвым» (НТВ, 2005—2008[267][268]; Россия-1, с 2012)
- Теледебаты кандидатов в депутаты Государственной думы РФ и Президента РФ (Россия-1, 2011—2012, 2018)[269]
- Ток-шоу с участием губернатора Московской области «Прямой разговор» (Подмосковье, 2013)[270][271]
- Шествие «Бессмертный полк», комментатор прямой трансляции вместе с Никитой Михалковым, в 2016 — с Кареном Шахназаровым[272] (Россия-1, 2015—2017)[273]
- Детский конкурс талантов «Синяя птица» (Россия-1)[274]
- Ток-шоу «Москва. Кремль. Путин» (совместно с Павлом Зарубиным, Россия-1, с 2018)
- Ток-шоу «Кто против?» (совместно с Сергеем Михеевым, Россия-1, 2019)[275][276]

## Интернет
- «Соловьёв Live» (с марта 2020)
- «Спасибо, доктор» (совместно с Александром Мясниковым, с 30 марта по 29 июня 2020)
- «Соловьёв Лайт» (с 4 апреля по 16 мая 2020)

## Художественные фильмы и сериалы
| Год  |   | Название                                                               | Роль                     |
| ---- | - | ---------------------------------------------------------------------- | ------------------------ |
| 2000 | с | Агент национальной безопасности — 2 (24 серия — «Технология убийства») | Борис Лопатин, бизнесмен |
| 2004 | с | Только ты… или богатая Лиза                                            | телеведущий              |
| 2005 | с | Богиня прайм-тайма                                                     | камео                    |
| 2006 | ф | Парк советского периода                                                | камео                    |

## Документальные фильмы
- 2013 — «Муссолини. Закат» — автор и ведущий[277].
- 2015 — «Президент» — соавтор и ведущий[278].
- 2015 — «Миропорядок» — соавтор и ведущий[279].
- 2018 — «Миропорядок 2018» — автор и ведущий[280].

## Дискография
- Solовьиные трели (2004)[281].
- Волшебник (2007)[282].
- «Русские народные сказки (аудиокнига на 2 CD)» Мелодия, ISBN MEL CD 50 01255 (2007)[283].

## Библиография

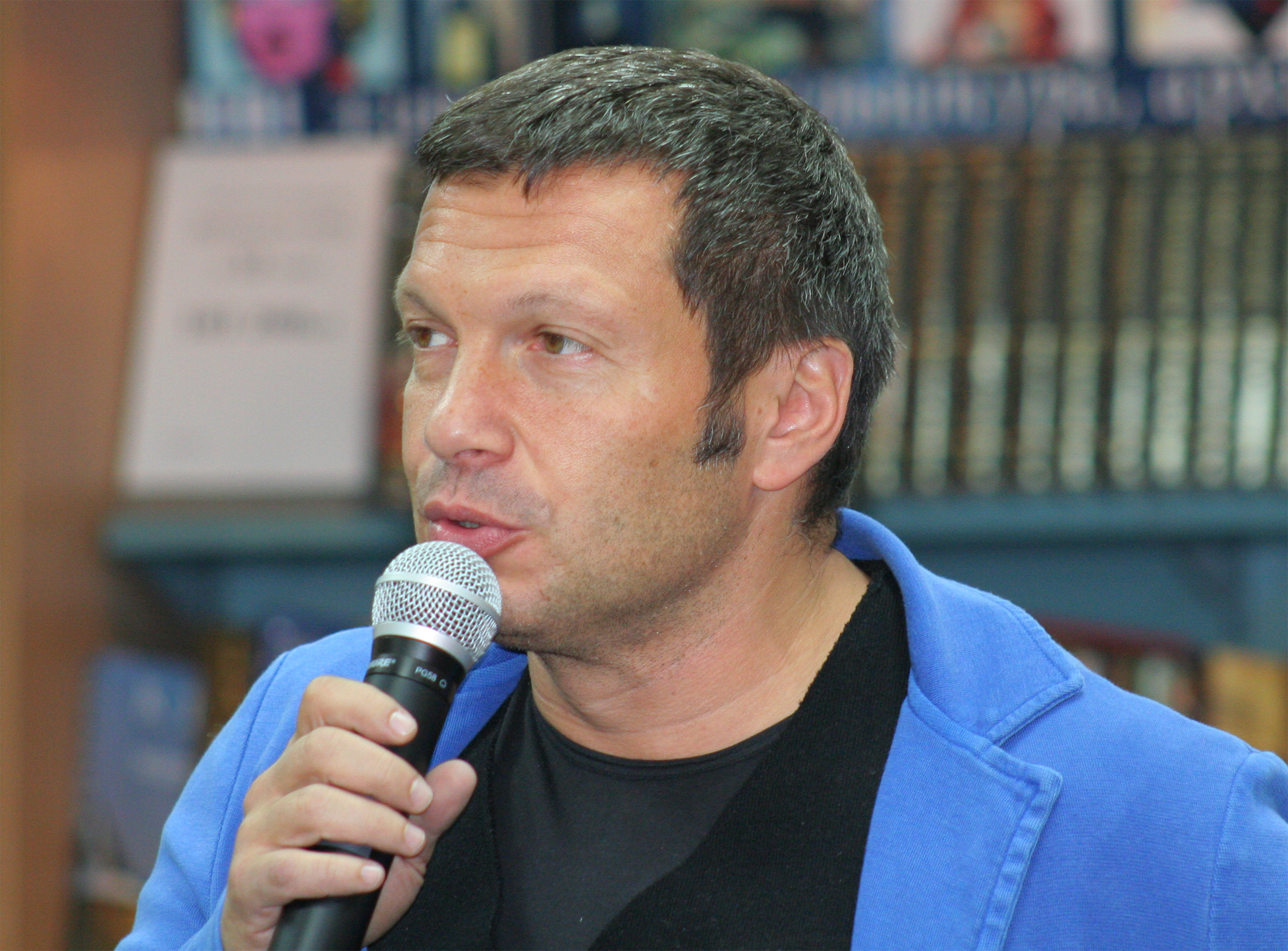
Владимир Соловьёв на презентации книги «1001 вопрос о прошлом, настоящем и будущем России», сентябрь 2010 года